# Герман Толмадж
Герман Юджин Толмадж-старший (англ. Herman Eugene Talmadge, Sr.; нар. 9 серпня 1913, Макрей, Джорджія — пом. 21 березня 2002, Гемптон, Джорджія) — американський політик-демократ. Він був губернатором штату Джорджія у 1947 році і 1948-1955 рр. Він також представляв Джорджію у Сенаті США з 1957 по 1981.
У 1936 році він закінчив вивчати право в Університеті Джорджії, а потім почав свою кар'єру як адвокат в Атланті. Він брав участь у Другій світовій війні як офіцер ВМС США.
Його батько, Юджин Толмадж, був губернатором Джорджії у 1933-1937 і 1941-1943 рр.
Голова сільськогосподарського комітету Сенату з 1971 по 1981.
Толмадж був баптистом. Він був похований на родинному цвинтарі в окрузі Клейтон.